# Albrecht Schrick (Politiker, 1532)

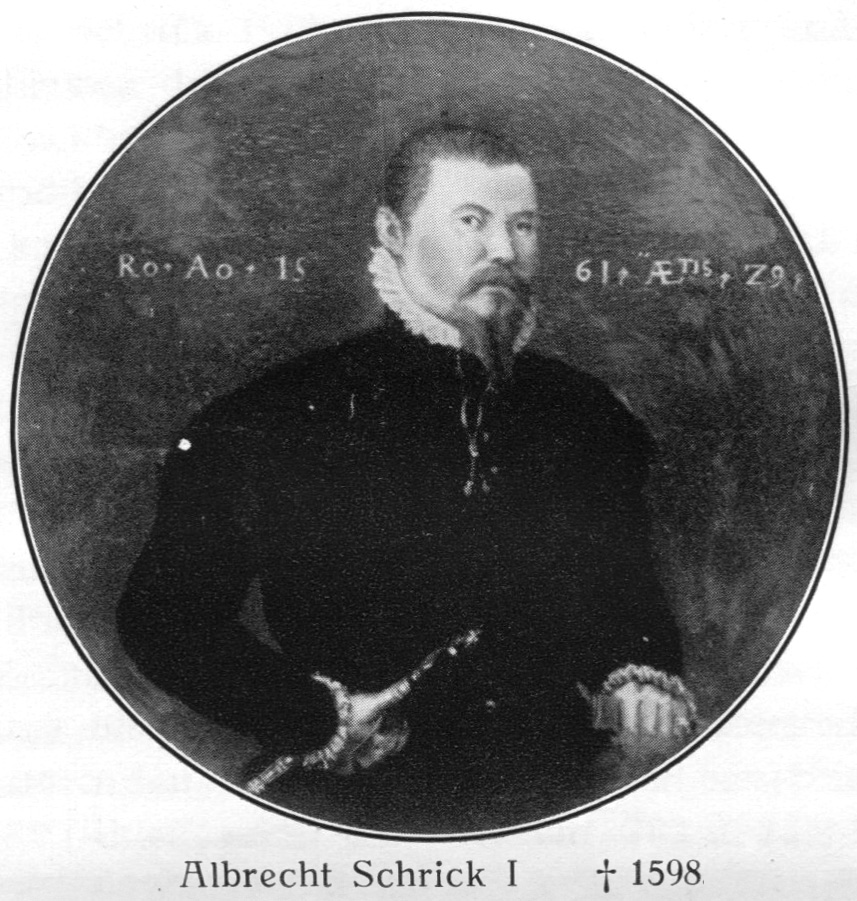
Albrecht Schrick, dem Älteren

Albrecht Schrick (* 16. August 1532 in Aachen; † 21. September 1598 ebenda)  war ein deutscher Schöffe und Bürgermeister der Reichsstadt Aachen.

## Leben und Wirken
Albrecht Schrick stammte aus einer katholischen Familie und war der Sohn von Matthäus Schrick († 1549) und der Angela Pael († 1547). Er wurde 1564 in den Schöffenstuhl und in die Sternzunft, die Standesvertretung der Schöffen, aufgenommen und 1571 folgte seine erste Wahlperiode zum Schöffenbürgermeister sowie zwei Jahre später zum weltlichen Schöffen am Sendgericht. Im Jahr 1578 wurde Schrick trotz der seit 1576 herrschenden Mehrheit der Reformierten im Stadtrat erneut zum Bürgermeister gewählt, nach dessen Amtszeit er jedoch ein Jahr später mit seiner Familie zu seinem Landsitz nach Pier zog, nachdem seine achtjährige Tochter Angela an der in Aachen grassierenden Pest verstorben war. Dennoch nahm er 1580 die Wahl in den „Kleinen Rat“ der Stadt Aachen an, der sich mit der Stadt- und Landeshoheit beschäftigte und das Ober- und Appellationsgericht bildete.
Mittlerweile hatten die Aachener Religionsunruhen ihren Höhepunkt erreicht und somit auch Einfluss auf die Bürgermeisterwahl 1581. Zwar wurden im betreffenden Jahr zunächst sowohl Albrecht Schrick als Schöffenbürgermeister und Johann Fiebus als Bürgerbürgermeister aus den Reihen der Zünfte von der katholischen Fraktion als auch Johann von Lontzen und Simon II. Engelbrecht von der evangelische Partei gewählt, aber einige Wochen später am 5. Juni kam es zur Neuwahl und hierbei wurden von Lontzen und Fiebus bestätigt. Als weitere Folge der anhaltenden Unruhen sah sich Schrick wie viele andere Aachener Katholiken und Ratsmitglieder gezwungen, ins Jülicher Land zu flüchten. Trotz maßgeblicher Vermittlung von Bonifacius Colyn sowie einer Reise von Schrick zum kaiserlichen Hof nach Wien im Dezember 1581 und erneut im April 1583, wo er um den Schutz von Kaiser Rudolf II. für die vertriebenen Aachener Katholiken gebeten hatte, dauerte es noch bis März 1584, bis er unter kaiserlichem Geleit wieder nach Aachen zurückkehren durfte. Drei Jahre später trat Schrick in die Sakramentsbruderschaft an St. Foillan ein. Zugleich prozessierte er beim Reichshofrat in Wien um die Wiedereinführung der aus ihren Ämtern entlassenen katholischen Bürgermeister und wurde in einem weiteren Verfahren am 1. August 1590 als weltlicher Sendschöffe erneut mit der Verbannung aus Aachen belegt, woraufhin er wieder auf seine Güter nach Jülich zog. Schließlich wurde Schrick am 27. August 1593 das Recht zugesprochen, wiederum nach Aachen zurückkehren zu dürfen und das 1581 zwangsweise niedergelegte Bürgermeisteramt wieder anzutreten. Durch taktische Verzögerungen durch den Stadtrat dauerte es jedoch bis zum 1. September 1598, bis Schrick erneut und mit großem Pomp wieder Aachen betreten konnte. Tags darauf wurde er zusammen mit dem Bürgerbürgermeister Jakob Moll zum Schöffenbürgermeister gewählt. Die psychischen Belastungen der letzten Jahre hinterließen ihre Spuren und Schrick starb bereits am 21. September 1598, drei Wochen nach seiner Rückkehr nach Aachen. Der Schöffenkollege und abgestandene (vormalige) Bürgermeister Wilhelm von Wylre trat daraufhin die Nachfolge Schricks an.
Albrecht Schrick war verheiratet mit Anna Nickel aus Jülich, die nur einem Tag nach ihrem Mann verstarb. Das Ehepaar bekam 10 Kinder, von denen drei die Pestepidemie nicht überlebten. Zwei ihrer Söhne wurden katholische Geistliche und zwei weitere folgten dem Vater in den Schöffenstuhl. Von diesen wurde Albrecht Schrick (1573–1640) mehrfacher Bürgermeister in Aachen und Meier von Burtscheid und Franz Schrick (1583–1639) Ratsherr, Neumann, Baumeister und Werkmeister in Aachen, dessen Enkel Johann Albrecht Schrick der letzte gewählte Bürgermeister aus der Familie wurde. Die Erben von Albrecht Schrick erhielten posthum im Jahr 1602 eine Entschädigungszahlung in Höhe von 2.500 Reichstalern für dessen zweifache Verbannung. Ein Bildnis von ihm befindet sich im Bestand der Nachkommen der Familie von Fürth/de Marchant et d’Ansembourg auf dem Kasteel Rivieren in Klimmen in der Gemeinde Voerendaal bei Heerlen.